# 鬼靈精 (2000年電影)
《鬼靈精》（英語：How the Grinch Stole Christmas）是一部2000年美国聖誕節喜劇片。根據蘇斯博士發表於1957年的同名兒童文學書籍《鬼靈精》改編而成。由Imagine Entertainment出品，环球影业負責發行。美國於2000年11月17日上映。
本片是首部根據蘇斯博士的著作改編成的電影，後為《魔法靈貓》、《荷頓奇遇記》、《羅雷司》和《鬼靈精》；也是環球影業發行的第一部蘇斯博士作品。

## 劇情
「叮叮噹，鈴聲多響亮......」，耶誕節總是伴隨著白雪、大餐、歌聲、禮物而來臨。歡度耶誕節意義究竟是什麼？很少人能夠了解，小女孩辛蒂露對耶誕節就很質疑，覺得大家只顧著買禮物吃大餐，並不瞭解耶誕節真正的意義，此時，壞心眼的鬼靈精（金凱瑞飾）受不了小鎮人們大肆慶祝耶誕節的盛況，終於決定喬裝打扮，混進小鎮的慶典中，趁機大搞破壞行動，要偷走胡家鎮耶誕節。沒想到，一個小女孩寬大的胸懷，讓他改變心意。 

## 演員
- 占·基利 飾 鬼靈精（英语：How the Grinch Stole Christmas!）（Grinch）
  - 喬許·萊恩·埃文斯 飾 8歲時的鬼靈精 （8-year-old Grinch）
- 泰萊·麥遜 飾 辛蒂露（Cindy Lou Who）
- 傑弗里·塔伯 飾 市長（Mayor Augustus May Who）
  - 本·布克賓德 飾 8歲時的市長（8-year-old Augustus May Who）
- 克莉絲汀·巴倫絲基 飾 瑪莎（Martha May Whovier）
  - 蘭德里·安布賴特（英语：Landry Allbright） 飾 8歲時的瑪莎（8-year-old Martha May Whovier）
- 比爾·歐文 飾 露露（Lou Lou Who）
- 莫莉·香農（英语：Molly Shannon） 飾 貝蒂（Betty Lou Who）
- 克萊特·霍華德（英语：Clint Howard） 飾 小妖精（Whobris）
  - 里德·基興包爾 飾 8歲時的小妖精（8-year-old Whobris）
- 敏迪·斯特林（英语：Mindy Sterling） 飾 克拉爾奈（Clarnella Who）
- 傑里米·霍華德（英语：Jeremy Howard (actor)） 飾 德魯（Drew Lou）
- T·J·塞恩 飾 斯圖（Stu Lou Who）
- 吉姆·梅斯基門（英语：Jim Meskimen） 飾 警官（Officer Wholihan）
- 布莱斯·达拉斯·霍华德 飾 驚訝的小女孩（Surprised Who）
- 安東尼·霍普金斯 飾 旁白

## 製作
本片的主體拍攝於1999年9月7日開始，在洛杉矶進行製作，2000年3月結束。

## 反響

### 評價
爛番茄新鮮度49%，基於141條評論，平均分為5.6/10，觀眾投票獲得56%的分數，平均得分為3.4／5。而在Metacritic上得到46分，IMDB上得6.2分，評價平平。